# Lomanella kallista
Espèce
Lomanella kallista est une espèce d'opilions laniatores de la famille des Lomanellidae.

## Distribution
Cette espèce est endémique du Victoria en Australie. Elle se rencontre vers Kallista et Healesville.

## Description
Le mâle holotype mesure 4,59 mm de long et 2,29 mm de large.
Les mâles mesurent de 2,62 à 2,89 mm de long et de 1,66 à 1,78 mm de large et la femelle 2,72 mm de long et 1,57 mm de large.

## Systématique et taxinomie
Cette espèce a été décrite par Forster en 1949.

## Étymologie
Son nom d'espèce lui a été donné en référence au lieu de sa découverte, Kallista.

## Publication originale
- Forster, 1949 : « Australian Opiliones. » Memoirs of the National Museum of Victoria, vol. 16, p. 59–89.